# Hideo Kobayashi
Hideo Kobayashi (jap. 小林秀雄 Kobayashi Hideo; ur. 11 kwietnia 1902 w Tokio, zm. 1 marca 1983 tamże) – japoński pisarz i krytyk literacki.
Studiował literaturę francuską na Uniwersytecie Tokijskim, który ukończył w 1927 roku. Na początku lat 30. związał się z magazynem literackim Bungakukai, gdzie współpracował z takimi pisarzami jak Yasunari Kawabata, Riichi Yokomitsu i Rintarō Takeda. W 1935 roku został wybrany redaktorem naczelnym tego czasopisma. Zasłynął jako gwałtowny krytyk przeżywającej wówczas szczyt popularności w Japonii autotematycznej „powieści o sobie” (watakushi-shōsetsu).
Prace Kobayashiego przyczyniły się do ukształtowania krytyki literackiej jako samodzielnej dziedziny działalności literackiej w Japonii. Swoje najważniejsze dzieła poświęcił twórczości Fiodora Dostojewskiego, W.A. Mozarta i Vincenta van Gogha. W okresie II wojny światowej obszar jego zainteresowań przesunął się z tematyki współczesnej w kierunku tradycyjnej sztuki japońskiej, później także muzyki i filozofii. W latach 1978–1979 ukazało się zbiorcze wydanie rozpraw Kobayashiego w 13 tomach pt. Kobayashi Hideo zenshū.
W 1967 roku został odznaczony Orderem Kultury.